# Strojna fakulteta v Beogradu
Strojna fakulteta (izvirno srbsko Машински факултет у Београду), s sedežem v Beogradu, je fakulteta, ki je članica Univerze v Beogradu.